# 馬爾他圍城戰 (第二次世界大戰)
第二次世界大戰的馬爾他圍城戰（英語：Siege of Malta）是地中海戰場上的一場戰役，為了爭奪具有重要戰略意義的馬耳他島（马耳他直辖殖民地）的控制權，英國與意大利、德國的海、空軍交戰，時間從1940年6月持續到1942年11月。
1940年6月義大利對英、法宣戰，開啟了二戰的北非戰場，雙方立刻注意到馬爾他的戰略價值。以該島為基地的英國空軍和海軍，可以攻擊補給和增援北非的軸心國運輸船隊，温斯顿·丘吉尔稱該島為「永不沉沒的航空母艦」。埃尔温·隆美尔將軍很快就認識到了它的重要性，他在1941年5月提出警告：「沒有拿下馬爾他，軸心國將失去對北非的控制」。
軸心國決定轟炸並圍困馬爾他使其屈服，持續攻擊其港口、城鎮、城市和供應該島的盟軍運輸船隊，使馬爾他成為是戰爭期間轟炸最密集的地區之一。納粹德國空軍和意大利皇家空軍在兩年圍困期間里進行了約三千次轟炸，僅在格兰德港地區就投下6,700噸炸彈。軸心國曾計畫進行空降與兩棲登陸，但最後並沒有實行。盟軍海軍多次組織運輸船隊運送補給和增援到馬爾他，而駐島的英國皇家空軍則保衛其領空，但也都付出了巨大的代價。1942年11月，軸心國在第二次阿拉曼战役中失利，盟軍在火炬行動下在摩洛哥和阿爾及利亞登陸，軸心國因此將部隊轉移到突尼斯，對馬爾他的攻擊迅速減少，結束了圍困。1942年12月，以馬爾他為基地的英國空軍和海軍轉守為攻。到1943年5月，他們在164天內擊沉了230艘軸心國船隻，這是戰爭中盟軍擊沉敵軍船隻效率最高的期間，但也失去了一艘戰列艦和兩艘航母，其中便包括皇家方舟号。儘管如此，盟軍仍是守住了馬爾他，對他們最終在北非取得勝利起到了重要作用。